# Віскаші
Віскаші або віскачі — група південноамериканських гризунів родини шиншилових (Chinchillidae), що містить два роди і п'ять видів.